# Roy Tarpley
Roy James Tarpley (ur. 28 listopada 1964 w Nowym Jorku, zm. 9 stycznia 2015 w Arlington) – amerykański koszykarz, występujący na pozycji skrzydłowego, laureat nagrody dla najlepszego rezerwowego sezonu, wydalony z NBA z powodu uzależnienia od alkoholu oraz narkotyków.
Został wydalony z NBA w październiku 1991, z powodu złamania przepisów dotyczących zażywania zabronionych substancji. W jego przypadku chodziło konkretnie o kokainę. Podczas feralnego sezonu rozegrał zaledwie 5 spotkań, notując średnio 20,4 punktu, 11 zbiórek oraz 1,8 bloku.
Po okresie zawieszenia powrócił do NBA przed rozpoczęciem rozgrywek 1994/95. Rozegrał wtedy 55 spotkań, w barwach Dallas Mavericks, uzyskując 12,6 punktu, 8,2 zbiórki oraz 1 blok. Naruszył jednak po raz kolejny przepisy antynarkotykowe oraz antyalkoholowe, w związku z czym władze ligi postanowiły zdyskwalifikować go dożywotnio w grudniu 1995 roku. 
W 2009 pozwał klub Mavericks oraz ligę NBA, w związku z dyskwalifikacją, sugerując iż jego uzależnienie było chorobą, powołując się przy tym na akt prawny – Americans with Disabilities Act of 1990.

## Osiągnięcia
NCAA
- Uczestnik turnieju NCAA (1985, 1986)
- Mistrz sezonu regularnego konferencji Big Ten (1985, 1986)
- Zawodnik roku konferencji Big Ten (1985)[6]
- Zaliczony do:
  - II składu All-American (1985 – przez USBWA)
  - III składu All-American (1985 – przez AP, UPI, 1986 – przez AP, NABC)

USBL
- 2-krotny mistrz USBL (1992, 2005)[7]
- Zawodnik Roku USBL (1992)[7]
- Wybrany do I składu All-USBL (1992)[7]
- Lider:
  - strzelców USBL (1992)
  - ligi w zbiórkach (1992)
  - ligi w skuteczności rzutów wolnych (2005)

Grecja
- Mistrz Grecji (1994)
- Zdobywca pucharu:
  - Europy (1993)
  - Grecji (1994)
- Finalista:
  - Pucharu Grecji (1996)
  - Euroligi (1994)[8]
- Lider:
  - strzelców finałów Pucharu Europy (1993)
  - Euroligi w zbiórkach (1994)
  - ligi greckiej w zbiórkach (1993)

NBA
- Najlepszy rezerwowy sezonu (1988)[2]
- Wybrany do I składu debiutantów (1987)[9]
- Zawodnik tygodnia NBA (28.02.1988)[10]